# Jeon Gyeong-rin
Jeon Gyeong-rin oder auch Jon Kyongnin (* 26. November 1962 in Haman, Provinz Süd-Kyŏngsang) ist eine südkoreanische Schriftstellerin.

## Leben
Jeon Gyeong-rin wurde als die Älteste von sechs Kindern geboren. Sie studierte Deutsche Literatur an der Kyŏngnam Universität in Masan und beschäftigte sich währenddessen mit Theater. Nach dem Studium arbeitete sie einige Jahre für den Sender Korean Broadcasting System als Textschreiberin. 1995 debütierte sie mit der Erzählung Der Mond auf der Wüste in der koreanischen Tageszeitung Dong-a Ilbo.
Ein Jahr später erhielt sie für ihre Kurzgeschichte Die Frau, die Ziegen treibt den 29. Hankook-Ilbo-Literaturpreis. Mit dem Roman Ein Mann nirgendwo (1997) wurde sie mit dem Literaturpreis des Verlags Munhakdongne und für Merry-Go-Round Zirkusfrau (메리고라운드 서커스 여인) mit dem Literaturpreis des 21. Jahrhunderts ausgezeichnet. Häufiger wurde sie für den Yi-Sang-Literaturpreis nominiert, einen der bedeutendsten Preise für Literatur in Korea. 2011 erhielt sie den Preis für zeitgenössische Literatur in der Kategorie Romane. Ihr Roman Ein besonderer Tag, der in meinem Leben nur einmal vorkommen kann wurde verfilmt (Die heimliche Liebe).

## Arbeiten

### Koreanisch

#### Erzählungen
- 염소를 모는 여자 (Die Frau, die Ziegen treibt) Seoul: Munhakdongne 1996
- 평범한 물방울 무늬 원피스에 관한 이야기 (Ein ganz einfaches gepunktetes Kleid) Seoul: Kang 1997
- 바닷가 마지막 집 (Das letzte Haus am Meer) Seoul: Saenggak-ŭi namu 1998
- 물의 정거장 (Haltestelle im Wasser) Seoul: Munhakdongne 2003
- 환과 멸 (Illusion und Verfall) Seoul: Saenggak-ŭi namu 2003

#### Romane
- 아무 곳에도 없는 남자 (Ein Mann nirgendwo) Seoul: Munhakdongne 1997
- 내 생애 꼭 하루뿐일 특별한 날 (Ein besonderer Tag, der in meinem Leben nur einmal vorkommen kann) Seoul: Munhakdongne 1999
- 난 유리로 만든 배를 타고 낯선 바다를 떠도네 (Im Glasschiff treibe ich auf einem fremden Meer herum 1-2) Seoul: Saenggak-ŭi namu 2001
- 검은 설탕이 녹는 동안 (Während der braune Zucker schmilzt) Seoul: Munhakgondne 2002
- 열정의 습관 (Die Gewohnheit der Leidenschaft) Seoul: Irŭm 2002
- 황진이 (Hwang Chini 1-2) Seoul: Irŭm 2004

### Übersetzungen

#### Deutsch
- Ein ganz einfaches gepunktetes Kleid. In: Ein ganz einfaches gepunktetes Kleid, Bielefeld: Pendragon 2004 ISBN 978-3-93487-257-8

#### Englisch
- I Drift on Unknown Waters in a Glass Boat Stallion Press 2010

#### Französisch
- La femme à la chèvre Lyon: Edipolis 2000

## Auszeichnungen
- 1996: Hankook-Ilbo-Literaturpreis
- 1997: Munhakdongne Preis
- 1998: Literaturpreis des 21. Jahrhunderts
- 2004: Roman Literaturpreis der Republik Korea
- 2007: Yi-Sang-Literaturpreis
- 2011: Preis für zeitgenössische Literatur in der Kategorie Romane